# Familia Ibáñez
La familia Ibáñez es una familia de políticos, académicos y empresarios chilenos, de origen parralino, descendientes de Adolfo Ibáñez Boggiano. Actualmente se encuentran en actividades en la industria de los alimentos y el retail, además de controlar la Universidad Adolfo Ibáñez fundada por la misma familia.

## Miembros
Adolfo Ibáñez Boggiano (casado con Graciela Ojeda Rivera). Empresario, fundador de Ibáñez y Cía.
- Pedro Ibáñez Ojeda (casado con Adela Santa María Balmaceda). Empresario y exsenador del Partido Liberal. Fundador de la Escuela de Negocios de Valparaíso.
  - Pedro Ibáñez Santa María
  - Gonzalo Ibáñez Santa María: Hijo de Pedro Ibáñez. Exdiputado por la Unión Demócrata Independiente. Exrector de la Universidad Adolfo Ibáñez y actual profesor de filosofía del derecho en la misma.
  - José Luis Ibáñez Santa María
  - Adolfo Ibáñez Santa María: Hijo de Pedro Ibáñez. Historiador y columnista de El Mercurio.
  - Adela Ibáñez Santa María
- Graciela Ibáñez Ojeda (casada con Raúl Tagle Bennett)
  - María Isabel Tagle Ibáñez
  - Juan Francisco Tagle Ibáñez
  - Ana María Tagle Ibáñez
- Manuel Ibáñez Ojeda (casado con Sheila Scott). Empresario, dueño de la Sociedad Comercial de Almacenes Ltda. conocida posteriormente como Supermercados Almac S.A. y Distribución y Servicio S.A. (D&S).
  - Manuel Ibáñez Scott
  - Nicolás Ibáñez Scott. Empresario, controlador de D&S hasta su venta a Wal-Mart, a finales de 2008.
  - Felipe Ibáñez Scott. Empresario, controlador de D&S hasta su venta a Wal-Mart, a finales de 2008.
  - Suzanne Ibáñez Scott
  - Victoria Ibáñez Scott
- Ismenia Ibáñez Ojeda (casada con Exequiel Lira del Campo)
  - Exequiel Lira Ibáñez
  - Felipe Lira Ibañez
  - Juan Cristóbal Lira Ibáñez
  - Margarita Lira Ibáñez
  - Rosita Lira Ibáñez
- Ana Ibáñez Ojeda